# خاجي (مقاطعة كتاب)
خاجي هي بلدة في مقاطعة كتاب في ولاية قشقداريا في أوزبكستان.